# Biribi

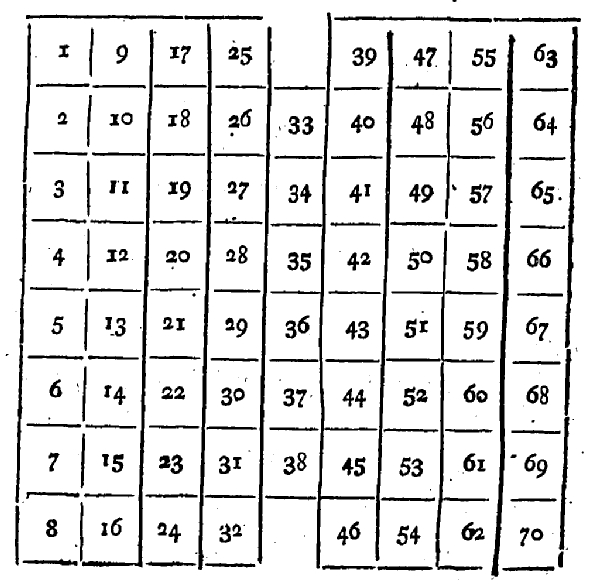
Tableau voor Biribi (1788)

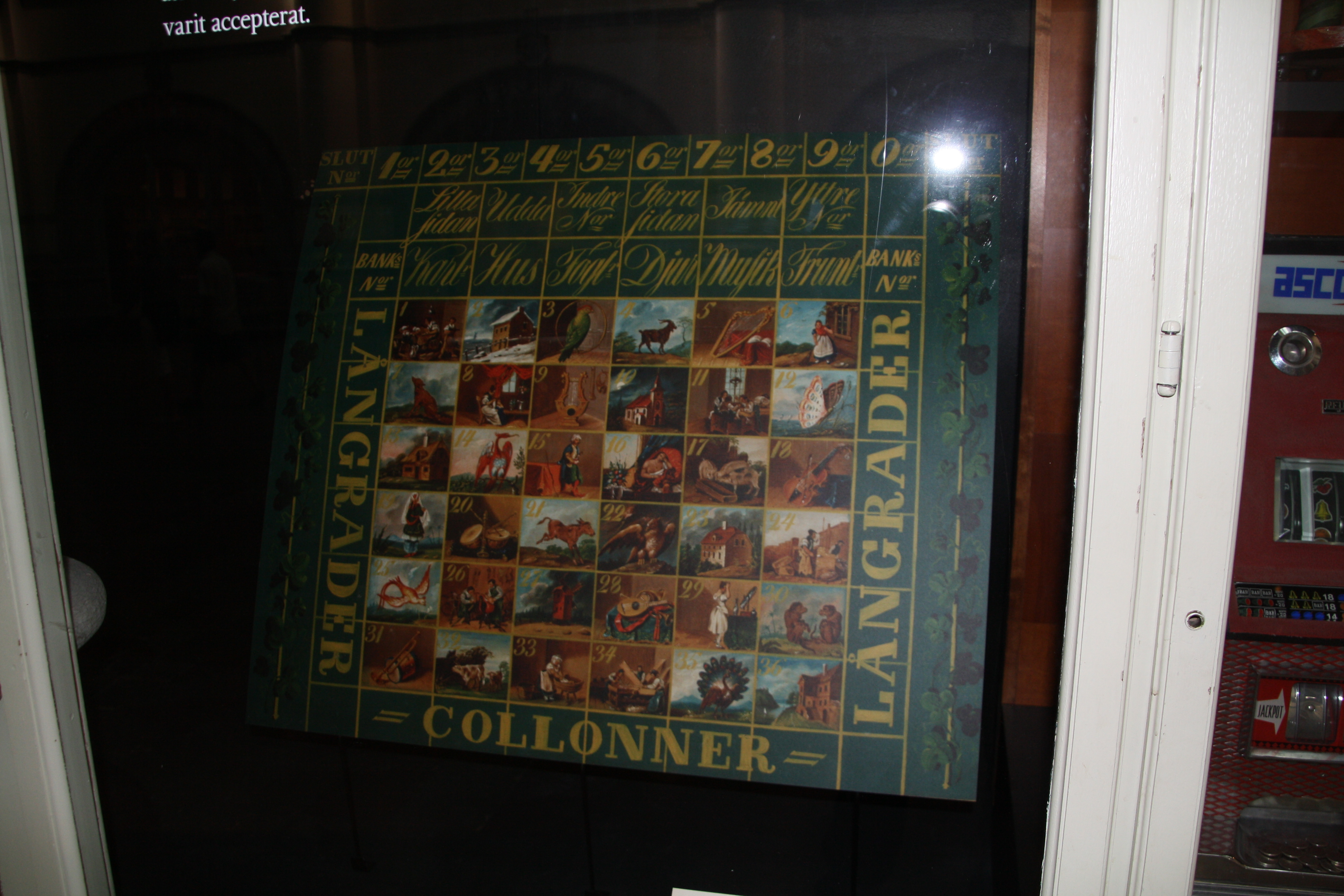
Historisch rijk geïllustreerd Biribi-spel uit de 18e eeuw, getoond in het Nordiska Museet, Stockholm, Zweden

Biribi, biribissi (in het Italiaans), of cavagnole (in het Frans), is een Italiaans kansspel vergelijkbaar met roulette, of een loterij, gespeeld met lage inzetten. Het wordt gespeeld op een bord waarop de nummers 1 tot 70 zijn gemarkeerd.
De spelers plaatsen hun inzetten op de nummers die ze willen ondersteunen. De bankier krijgt een zak vanwaaruit hij een case trekt met een ticket, de tickets corresponderen met de nummers op het bord. De bankier roept het nummer om, en elke speler die dat nummer heeft gesteund, ontvangt 64 keer hun inzet; alle andere inzetten gaan naar de bankier.
Casanova speelde het in Genua (illegaal, want het was daar al verboden) en in Zuid-Frankrijk in de jaren 1760, en beschreef het als "een regulier spel voor bedriegers". Hij brak de bank (eerlijk, beweert hij) en werd onmiddellijk verdacht van samenspanning met de zakhouder; zulke samenzweringen waren vermoedelijk gebruikelijk.
In het Franse leger was de term "naar Biribi gestuurd worden" een kanterm voor naar de disciplinair bataljon in Algerije gestuurd worden.